# Ischasia nevermanni
Ischasia nevermanni är en skalbaggsart som beskrevs av Fisher 1947. Ischasia nevermanni ingår i släktet Ischasia och familjen långhorningar.
Artens utbredningsområde är:
- Costa Rica.
- Panama.

Inga underarter finns listade i Catalogue of Life.